# Stedelijke en niet-stedelijke graafschappen van Engeland

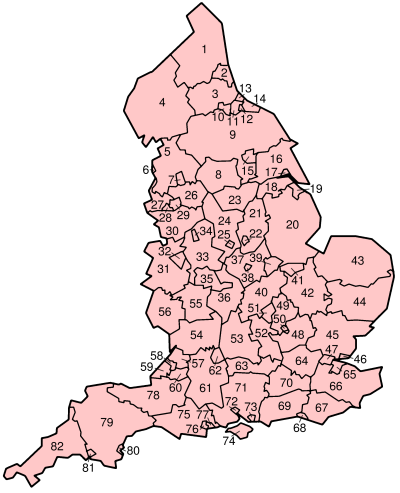
Graafschappen van Engeland

In 1974 werd het hele lokale en regionale bestuur van Engeland gereorganiseerd en werden de stedelijke en niet-stedelijke graafschappen van Engeland (metropolitan and non-metropolitan counties of England) ingevoerd.
Er werden veel nieuwe county's gevormd, en andere verdwenen. Een nieuwe categorie stedelijke graafschappen (metropolitan counties) werd gecreëerd voor de zes grote stedelijke gebieden buiten Londen.
In 1990 werd het lokale bestuur weer hervormd. Er zijn sindsdien veel kleinere en grotere unitary authorities (unitaire autoriteiten); in feite gemeenten met graafschapsstatus of graafschappen die uit slechts één gemeente bestaan.
Anno 2005 zijn er 81 bestuurlijke graafschappen. Daarvan zijn er 34 shire counties met elk één county council en meerdere district councils (gemeenteraden), 40 unitaire autoriteiten en zes metropolitan counties. Als uitzondering blijft Berkshire over, waar de county council is opgeheven en de districten unitaire autoriteiten zijn geworden, maar zonder graafschapsstatus. Tot slot is er nog Greater London.

## Stedelijke en niet-stedelijke graafschappen van Engeland
1. Northumberland *
2. Tyne and Wear †
3. Durham *
4. Cumbria
5. Lancashire
6. Blackpool *
7. Blackburn with Darwen *
8. West Yorkshire †
9. North Yorkshire
10. Darlington *
11. Stockton-on-Tees *
12. Middlesbrough *
13. Hartlepool *
14. Redcar and Cleveland *
15. York *
16. East Riding of Yorkshire *
17. Hull *
18. North Lincolnshire *
19. North East Lincolnshire *
20. Lincolnshire
21. Nottinghamshire
22. Nottingham *
23. South Yorkshire †
24. Derbyshire
25. Derby *
26. Greater Manchester †
27. Merseyside †
28. Halton *
29. Warrington *
30. Cheshire West and Chester *
Cheshire East *
31. Shropshire *
32. Telford and Wrekin *
33. Staffordshire
34. Stoke-on-Trent *
35. West Midlands †
36. Warwickshire
37. Leicestershire
38. Leicester *
39. Rutland *
40. Northamptonshire
41. Peterborough *
42. Cambridgeshire
43. Norfolk
44. Suffolk
45. Essex
46. Southend-on-Sea *
47. Thurrock *
48. Hertfordshire
49. Central Bedfordshire *
Bedford *
50. Luton *
51. Milton Keynes *
52. Buckinghamshire
53. Oxfordshire
54. Gloucestershire
55. Worcestershire
56. Herefordshire *
57. South Gloucestershire *
58. Bristol *
59. North Somerset *
60. Bath and North East Somerset *
61. Wiltshire *
62. Swindon *
63. Berkshire ‡
64. Greater London ¹
65. Medway *
66. Kent
67. East Sussex
68. Brighton and Hove *
69. West Sussex
70. Surrey
71. Hampshire
72. Southampton *
73. Portsmouth *
74. Isle of Wight *
75. Dorset
76. Poole *
77. Bournemouth *
78. Somerset
79. Devon
80. Torbay *
81. Plymouth *
82. Cornwall *

* unitary authority

† stedelijke graafschap (metropolitan county) (geen county council)

‡ niet-stedelijke graafschap, geen county council

¹ 'bestuurlijk gebied' en regio (geen graafschap)

## Stedelijke graafschappen
De stedelijke graafschappen (metropolitan counties) zijn Greater Manchester, Merseyside, South Yorkshire, Tyne and Wear, West Midlands and West Yorkshire.

## Niet-stedelijke graafschappen

### Shire counties
Een shire county (officieel: non-metropolitan county of ook: county zonder meer) is een niet-stedelijk graafschap met meerdere niet-stedelijke districten (non-metropolitan district). De naam van het graafschap heeft meestal shire in zich.
Er zijn 26 van deze graafschappen:
Buckinghamshire, Cambridgeshire, Cumbria, Derbyshire, Devon, East Sussex, Essex, Gloucestershire, Hampshire, Hertfordshire, Kent, Lancashire, Leicestershire, Lincolnshire, Norfolk, Northamptonshire, North Yorkshire, Nottinghamshire, Oxfordshire, Somerset, Staffordshire, Suffolk, Surrey, Warwickshire, West Sussex, Worcestershire
Alle graafschappen hebben county councils als bestuursorgaan.

### Unitary authorities
Er zijn 56 unitary authority's:
Bath and North East Somerset, Bedford, Blackburn with Darwen, Blackpool, Bournemouth, Christchurch and Poole, Bracknell Forest, Brighton and Hove, Bristol, City of, Central Bedfordshire, Cheshire East, Cheshire West and Chester, Cornwall, County Durham, Darlington, Derby, Dorset, East Riding of Yorkshire, Halton, Hartlepool, Herefordshire, County of, Isle of Wight, Isles of Scilly, Kingston upon Hull, City of, Leicester, Luton, Medway, Middlesbrough, Milton Keynes, North East Lincolnshire, North Lincolnshire, North Somerset, Northumberland, Nottingham, Peterborough, Plymouth, Portsmouth, Reading, Redcar and Cleveland, Rutland, Shropshire, Slough, South Gloucestershire, Southampton, Southend-on-Sea, Stockton-on-Tees, Stoke-on-Trent, Swindon, Telford and Wrekin, Thurrock, Torbay, Warrington, West Berkshire, Wiltshire, Windsor and Maidenhead, Wokingham, York.
Op 1 april 2020 kwam daar nog bij: Buckinghamshire (unitary authority).
Op 1 april 2021 kwam daar nog bij: North Northamptonshire en: West Northamptonshire.